# Laoponia saetosa
Laoponia saetosa  (лат.) — вид мелких пауков рода Laoponia из семейства Caponiidae. Юго-Восточная Азия: Вьетнам (Ниньбинь, Хайфон) и Лаос (Луангпхабанг). Длина самцов от 2,83 мм до 3,6 мм (самка — 4,0 мм). На головогруди имеют только 2 глаза. 
Вид Laoponia saetosa был впервые описан в 2008 году американским арахнологом Норманом Платником (Norman I. Platnick; р.1951; Американский музей естественной истории, Манхэттен, Нью-Йорк, США) и Петером Ягером (Peter Jäger). Таксон Laoponia saetosa включён в состав рода Laoponia Platnick & Jaeger, 2008 вместе с Laoponia pseudosaetosa Liu, Li & Pham, 2010. Laoponia saetosa стал первым представителем всего семейства Caponiidae на территории Азии.